# Waalsdorperweg
De Waalsdorperweg is thans een rustige woonstraat in het Benoordenhout in Den Haag, maar was vanaf ca. 1975 tot 2008 jarenlang een drukke doorgaande weg naar Wassenaar.

## Waalsdorperweg
De Waalsdorperweg is aangelegd in 1884. Het was een militaire weg die uitkwam bij de Waalsdorpervlakte. Die vlakte was toen militair oefenterrein.
 In de jaren na 1970 (opening Hubertusviaduct) werd de Waalsdorperweg verbreed en ging hij fungeren als ringweg hetgeen tot veel verkeers- en geluidsoverlast leidde. Na de aanleg van de Hubertustunnel (2004-2008) verdween de overlast en werd de Waalsdorperweg weer versmald en opnieuw ingericht met vrijliggende fietspaden, deels aan beide zijden. De meeste verkeerslichten werden verwijderd. De weg   loopt vanaf de Raamweg richting Wassenaar, kruist de Van Alkemadelaan, en gaat ten slotte over in de Theo Mann-Bouwmeesterlaan. Aan het begin gaat de weg langs het Hubertusduin en Sint Hubertuspark, waaraan de tunnel haar naam te danken heeft.

## Oude Waalsdorperweg
De Oude Waalsdorperweg is een zijtak van de Waalsdorperweg gemaakt in 1935 en volgde toen vanaf die splitsing hetzelfde traject naar de Waaldorpervlakte als voorheen de Waalsdorperweg. Vandaar de naam 'Oude' Waalsdorperweg.
Vanaf die splitsing kreeg de Waalsdorperweg een nieuw verlengde vanaf de Van Alkemadelaan richting Duinzigt. In 1935 werd ook de Van Alkemadelaan vanaf diezelfde kruising doorgetrokken richting Scheveningen.
Links van het eerste deel van de Oude Waalsdorperweg lag tot 2012 de Alexanderkazerne, rechts is de oude ingang naar de voormalige Hague Golf Club. Op 17 mei 1947 verhuisde de club naar Wassenaar. De club heet nu de Koninklijke Haagsche Golf & Country Club.

## Trein & Bus
Vanaf 1908 passeerden de treinen van de ZHESM, later NS, van het Hollands Spoor of vanuit Rotterdam via de Hofpleinlijn naar Scheveningen de Waalsdorperweg. Er was het station 'Waalsdorperweg', ongeveer waar nu de rotonde in de Oude Waalsdorperweg is. Veel bielzen verdwenen tijdens de oorlog. Na de oorlog moest de lijn hierdoor opnieuw aangelegd worden: in 1947 werd de lijn heropend, maar in 1953 opgeheven. De oude baan is nu fietspad naar Scheveningen.
De eerste buslijn op deze weg was lijn T, in 1946. In 1955 werd dit lijn 29. Deze lijnen keerden via van Berwaerdestraat en Oostduinlaan. In 1965 werd lijn 29 (1e) opgeheven, en daarmee ook het traject van Berwaerdestraat--van Hogenhoucklaan. Daarna reed tot 2005 lijn 5 over de Waalsdorperweg, maar alleen tussen van Hogenhoucklaan en Duinzigt. Na lijn 5 volgden lijn 22 en daarna 20. Een aantal jaren bereed "kazerne-lijn" 29 ook dit stukje. Alleen lijn 5, 20 en 22 bereden of berijden het deel tussen van Alkemadelaan en Duinzigt. Op de Oude Waalsdorperweg hebben alleen de "kazerne-lijnen" 28 en 29 gereden, en spitsritten van lijn 22. Lijn 29 reed daar al twee periodes en rijd er in 2022 ook. Overigens kwamen voor de oorlog de buslijnen R en T al tot aan de Waalsdorperweg, maar niet er op.